# El Aguilar
El Aguilar és una localitat i municipi de l'altiplà argentí, situada al nord de la província de Jujuy, pertanyent al departament Humahuaca.
Està a una altitud propera als 3.980 msnm aproximadament, sent un dels centres urbans més elevats de país (el primer és Mina Pirquitas, a uns 4.120 msnm).
Incloent-ne la població rural, té 3.655 habitants (2001), el 89,3% menor als 6.918 habitants (1991) del cens anterior.

## Clima
De clima extremadament fred i sec, a causa de la seva altitud per sobre del nivell del mar hi ha gran transparència del seu cel i presenta alts nivells de radiació solar. 

## Economia
El Aguilar destaca en el país per la seva acivitat mineria, per posseir grans jaciments de plom, zinc i fins i tot plata.

## Sismicitat
La sismicitat de l'àrea de Jujuy és freqüent i d'intensitat baixa, i un silenci sísmic de terratrèmols mitjans a greus cada 40 anys.
- Sisme de 1863: encara que aquesta activitat geològica catastròfica, succeeix des d'èpoques prehistòriques, el terratrèmol del 4 de gener de 1863 va marcar una fita important dins de la història d'esdeveniments sísmics de Jujuy, amb 6.4 Richter.[2]
- Sisme de 1948: el 25 d'agost de 1848 amb 7.0 en l'escala Richter, va destruir edificacions i va obrir nombroses esquerdes en immenses zones[3]
- Sisme de 2011: el 6 d'octubre de 2011 amb 6.2 Richter, va produir trencament de vidres i emparedats.
- Sisme de 2015: l'11 de febrer de 2015 amb 6,7 Richter

## Parròquies de l'Església catòlica a El Aguilar
| Prelatura territorial | Humahuaca     |
| --------------------- | ------------- |
| parròquia             | Santa Bàrbara |